# 11.ª etapa da Volta a Espanha de 2022
A 11.ª etapa da Volta a Espanha de 2022 teve lugar a 31 de agosto de 2022 entre ElPozo e Cabo de Gata sobre um percurso de 191,2 km. O vencedor foi o australiano Kaden Groves do BikeExchange-Jayco e o belga Remco Evenepoel conseguiu manter a liderança.

## Classificação da etapa
| El Pozo - Cabo de Gata | etapa plana | (191,2 km) |

| \| Classificação por etapas \| Classificação por etapas \| Classificação por etapas \| Classificação por etapas \| Classificação por etapas \| \| Ciclista \| Ciclista \| Equipe \| Tempo \| \| \| ------------------------ \| ------------------------ \| ---------------------------------- \| ------------------------ \| ------------------------ \| \| 1. \| Kaden Groves \| BikeExchange-Jayco \| 5h03m14s \| \| \| 2. \| Danny van Poppel \| Bora-Hansgrohe \| + 0s \| \| \| 3. \| Tim Merlier \| Alpecin-Deceuninck \| + 0s \| \| \| 4. \| Juan Sebastián Molano \| UAE Team Emirates \| + 0s \| \| \| 5. \| Mads Pedersen \| Trek-Segafredo \| + 0s \| \| \| 6. \| Daniel McLay \| Arkéa-Samsic \| + 0s \| \| \| 7. \| John Degenkolb \| Team DSM \| + 0s \| \| \| 8. \| Fred Wright \| Bahrain Victorious \| + 0s \| \| \| 9. \| Cedric Beullens \| Lotto-Soudal \| + 0s \| \| \| 10. \| Boy van Poppel \| Intermarché-Wanty-Gobert Matériaux \| + 0s \| \| |                       |                                    |          |
| |                       |                                    |          |
| Fonte: ProCyclingStats |                       |                                    |          |
| Classificação por etapas |                       |                                    |          |
| Ciclista | Ciclista              | Equipe                             | Tempo    |
| 1. | Kaden Groves          | BikeExchange-Jayco                 | 5h03m14s |
| 2. | Danny van Poppel      | Bora-Hansgrohe                     | + 0s     |
| 3. | Tim Merlier           | Alpecin-Deceuninck                 | + 0s     |
| 4. | Juan Sebastián Molano | UAE Team Emirates                  | + 0s     |
| 5. | Mads Pedersen         | Trek-Segafredo                     | + 0s     |
| 6. | Daniel McLay          | Arkéa-Samsic                       | + 0s     |
| 7. | John Degenkolb        | Team DSM                           | + 0s     |
| 8. | Fred Wright           | Bahrain Victorious                 | + 0s     |
| 9. | Cedric Beullens       | Lotto-Soudal                       | + 0s     |
| 10. | Boy van Poppel        | Intermarché-Wanty-Gobert Matériaux | + 0s     |

## Classificações ao final da etapa

### Classificação geral
| \| Classificação geral \| Classificação geral \| Classificação geral \| Classificação geral \| Classificação geral \| \| Ciclista \| Ciclista \| Equipe \| Tempo \| \| \| ------------------- \| ------------------- \| ---------------------- \| ------------------- \| ------------------- \| \| 1. \| Remco Evenepoel \| Quick-Step Alpha Vinyl \| 39h39m04s \| \| \| 2. \| Primož Roglič \| Jumbo-Visma \| + 2m41s \| \| \| 3. \| Enric Mas \| Movistar Team \| + 3m03s \| \| \| 4. \| Carlos Rodríguez \| Ineos Grenadiers \| + 3m55s \| \| \| 5. \| Juan Ayuso \| UAE Team Emirates \| + 4m53s \| \| \| 6. \| João Almeida \| UAE Team Emirates \| + 6m45s \| \| \| 7. \| Miguel Ángel López \| Astana Qazaqstan Team \| + 6m50s \| \| \| 8. \| Tao Geoghegan Hart \| Ineos Grenadiers \| + 7m37s \| \| \| 9. \| Ben O'Connor \| AG2R Citroën Team \| + 7m46s \| \| \| 10. \| Thymen Arensman \| Team DSM \| + 8m44s \| \| |                    |                        |           |
| |                    |                        |           |
| Fonte: ProCyclingStats |                    |                        |           |
| Classificação geral |                    |                        |           |
| Ciclista | Ciclista           | Equipe                 | Tempo     |
| 1. | Remco Evenepoel    | Quick-Step Alpha Vinyl | 39h39m04s |
| 2. | Primož Roglič      | Jumbo-Visma            | + 2m41s   |
| 3. | Enric Mas          | Movistar Team          | + 3m03s   |
| 4. | Carlos Rodríguez   | Ineos Grenadiers       | + 3m55s   |
| 5. | Juan Ayuso         | UAE Team Emirates      | + 4m53s   |
| 6. | João Almeida       | UAE Team Emirates      | + 6m45s   |
| 7. | Miguel Ángel López | Astana Qazaqstan Team  | + 6m50s   |
| 8. | Tao Geoghegan Hart | Ineos Grenadiers       | + 7m37s   |
| 9. | Ben O'Connor       | AG2R Citroën Team      | + 7m46s   |
| 10. | Thymen Arensman    | Team DSM               | + 8m44s   |

### Classificação por pontos
| Classificação por pontos | Classificação por pontos | Classificação por pontos | Classificação por pontos | Classificação por pontos |
| Ciclista                 | Ciclista                 | Equipe                   | Pontos                   |                          |
| ------------------------ | ------------------------ | ------------------------ | ------------------------ | ------------------------ |
| 1.                       | Mads Pedersen            | Trek-Segafredo           | 184 pts                  |                          |
| 2.                       | Remco Evenepoel          | Quick-Step Alpha Vinyl   | 85 pts                   |                          |
| 3.                       | Marc Soler               | UAE Team Emirates        | 81 pts                   |                          |
| 4.                       | Fred Wright              | Bahrain Victorious       | 78 pts                   |                          |
| 5.                       | Primož Roglič            | Jumbo-Visma              | 73 pts                   |                          |
| 6.                       | Samuele Battistella      | Astana Qazaqstan Team    | 67 pts                   |                          |
| 7.                       | Enric Mas                | Movistar Team            | 61 pts                   |                          |
| 8.                       | Kaden Groves             | BikeExchange-Jayco       | 60 pts                   |                          |
| 9.                       | Daniel McLay             | Arkéa-Samsic             | 56 pts                   |                          |
| 10.                      | Tim Merlier              | Alpecin-Deceuninck       | 56 pts                   |                          |

### Classificação da montanha
| Classificação da montanha | Classificação da montanha | Classificação da montanha          | Classificação da montanha | Classificação da montanha |
| Ciclista                  | Ciclista                  | Equipe                             | Pontos                    |                           |
| ------------------------- | ------------------------- | ---------------------------------- | ------------------------- | ------------------------- |
| 1.                        | Jay Vine                  | Alpecin-Deceuninck                 | 40 pts                    |                           |
| 2.                        | Robert Stannard           | Alpecin-Deceuninck                 | 21 pts                    |                           |
| 3.                        | Jimmy Janssens            | Alpecin-Deceuninck                 | 17 pts                    |                           |
| 4.                        | Marc Soler                | UAE Team Emirates                  | 16 pts                    |                           |
| 5.                        | Thibaut Pinot             | Groupama-FDJ                       | 12 pts                    |                           |
| 6.                        | Rubén Fernández           | Cofidis                            | 11 pts                    |                           |
| 7.                        | Louis Meintjes            | Intermarché-Wanty-Gobert Matériaux | 10 pts                    |                           |
| 8.                        | Mark Padun                | EF Education-EasyPost              | 10 pts                    |                           |
| 9.                        | Jesús Herrada             | Cofidis                            | 10 pts                    |                           |
| 10.                       | Remco Evenepoel           | Quick-Step Alpha Vinyl             | 9 pts                     |                           |

### Classificação dos jovens
| Classificação dos jovens | Classificação dos jovens | Classificação dos jovens | Classificação dos jovens | Classificação dos jovens |
| Ciclista                 | Ciclista                 | Equipe                   | Tempo                    |                          |
| ------------------------ | ------------------------ | ------------------------ | ------------------------ | ------------------------ |
| 1.                       | Remco Evenepoel          | Quick-Step Alpha Vinyl   | 39h39m04s                |                          |
| 2.                       | Carlos Rodríguez         | Ineos Grenadiers         | + 3m55s                  |                          |
| 3.                       | Juan Ayuso               | UAE Team Emirates        | + 4m53s                  |                          |
| 4.                       | João Almeida             | UAE Team Emirates        | + 6m45s                  |                          |
| 5.                       | Thymen Arensman          | Team DSM                 | + 8m44s                  |                          |
| 6.                       | Gino Mäder               | Bahrain Victorious       | + 11m52s                 |                          |
| 7.                       | Sergio Higuita           | Bora-Hansgrohe           | + 13m36s                 |                          |
| 8.                       | José Félix Parra         | Equipo Kern Pharma       | + 25m09s                 |                          |
| 9.                       | Clément Champoussin      | AG2R Citroën Team        | + 39m00s                 |                          |
| 10.                      | Santiago Buitrago        | Bahrain Victorious       | + 39m54s                 |                          |

### Classificação por equipas
| Classificação por equipes | Classificação por equipes          | Classificação por equipes | Classificação por equipes |
| Equipe                    | Equipe                             | Tempo                     |                           |
| ------------------------- | ---------------------------------- | ------------------------- | ------------------------- |
| 1.                        | Ineos Grenadiers                   | 118h23m43s                |                           |
| 2.                        | UAE Team Emirates                  | + 29s                     |                           |
| 3.                        | Bahrain Victorious                 | + 11m31s                  |                           |
| 4.                        | Movistar Team                      | + 12m45s                  |                           |
| 5.                        | EF Education-EasyPost              | + 14m02s                  |                           |
| 6.                        | Astana Qazaqstan Team              | + 14m09s                  |                           |
| 7.                        | Intermarché-Wanty-Gobert Matériaux | + 16m43s                  |                           |
| 8.                        | Jumbo-Visma                        | + 19m01s                  |                           |
| 9.                        | Bora-Hansgrohe                     | + 19m51s                  |                           |
| 10.                       | Groupama-FDJ                       | + 43m50s                  |                           |

## Abandonos
Simon Yates, Pavel Sivakov, Roger Adrià, Héctor Carretero e Pau Miquel não tomaram a saída depois de dar positivo em COVID-19. Por sua vez, Julian Alaphilippe não completou a etapa após sofrer uma queda.